# Edwige Feuillère
Edwige Feuillère, de nombre de soltera Edwige Caroline Cunati (Vesoul, Francia, 29 de octubre de 1907-Boulogne-Billancourt, 13 de noviembre de 1998) fue una prestigiosa actriz francesa de cine y teatro, considerada una Grand-Dame del teatro parisino.

## Trayectoria
Estudió en el Conservatorio de París, donde se casó con su compañero Pierre Feuillère de quien tomó su apellido (hasta ese momento era "Cora Lynn").
Actuó en Topaze de Marcel Pagnol y en 1939 como Marguerite Gautier en La Dame aux Camélias. Conoció la fama apareciendo brevemente desnuda en la película Lucrecia Borgia de Abel Gance.
Durante la ocupación trabajo en teatro y filmes. Después de la guerra, en 1947 junto a Jean-Louis Barrault actuó en Partage de Midi de Paul Claudel, ese mismo año protagonizó junto a Jean Marais el estreno teatral y luego la filmación de la obra de Jean Cocteau El águila de dos cabezas (L'Aigle a Deux Têtes), en el personaje que el escritor concibió para ella y que también estrenó en teatro.
Después de 1960 abandonó el cine para dedicarse exclusivamente al teatro. En este medio, encabezó títulos como La Loca de Chaillot (1965) de Jean Giraudoux o Dulce pájaro de juventud (1971), de Tennessee Williams. Tuvo una larga carrera, en el cine por cuarenta años y en el teatro por más de sesenta.
En 1997 publicó sus memorias Les Feux de la Memoire.
Falleció a los 91 años al sufrir un infarto agudo de miocardio tras enterarse de la muerte de su amigo Marais, por deseo suyo, fue enterrada en el cementerio municipal de Beaugency en Loiret. En el 2004, se inauguró una plaza en el VII Distrito de París que lleva su nombre en homenaje, cerca del edificio donde la actriz vivió durante treinta y tres años. El teatro de su natal Vesoul también lleva su nombre.